# Sinan-Pascha-Moschee (Istanbul)

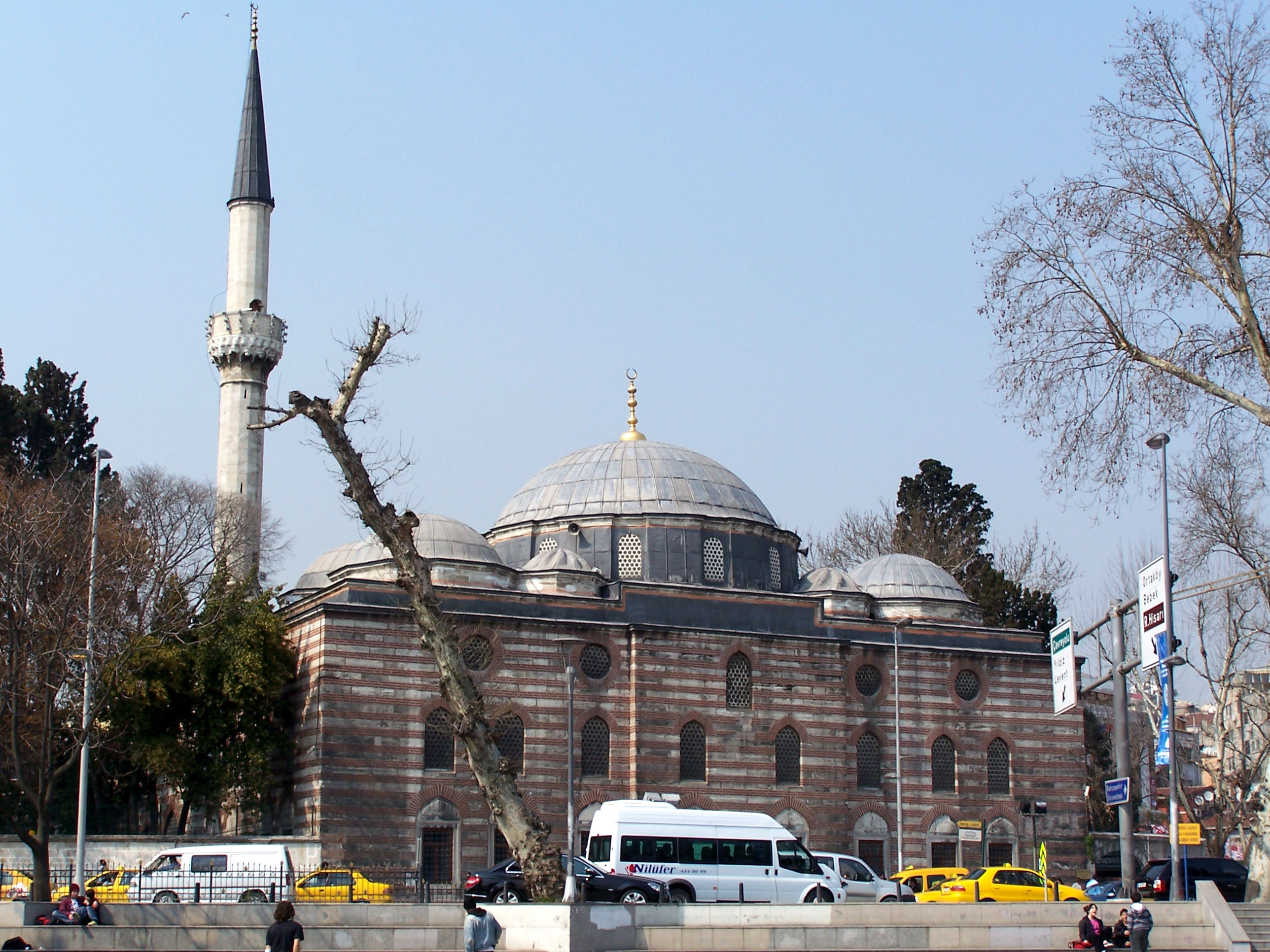
Sinan-Pascha-Moschee

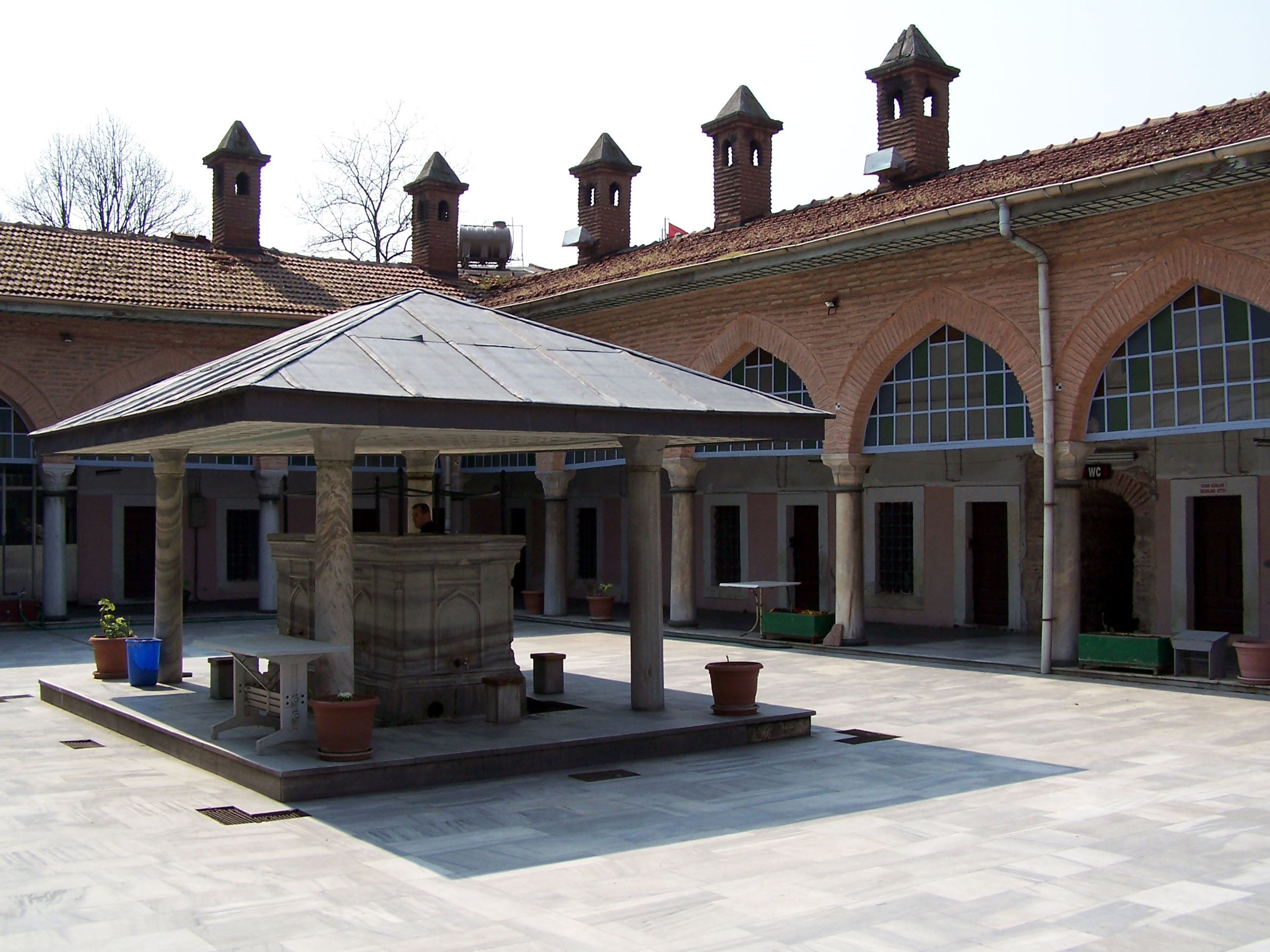
Innenhof mit rechteckigem Marmorbrunnen und Medrese im Hintergrund

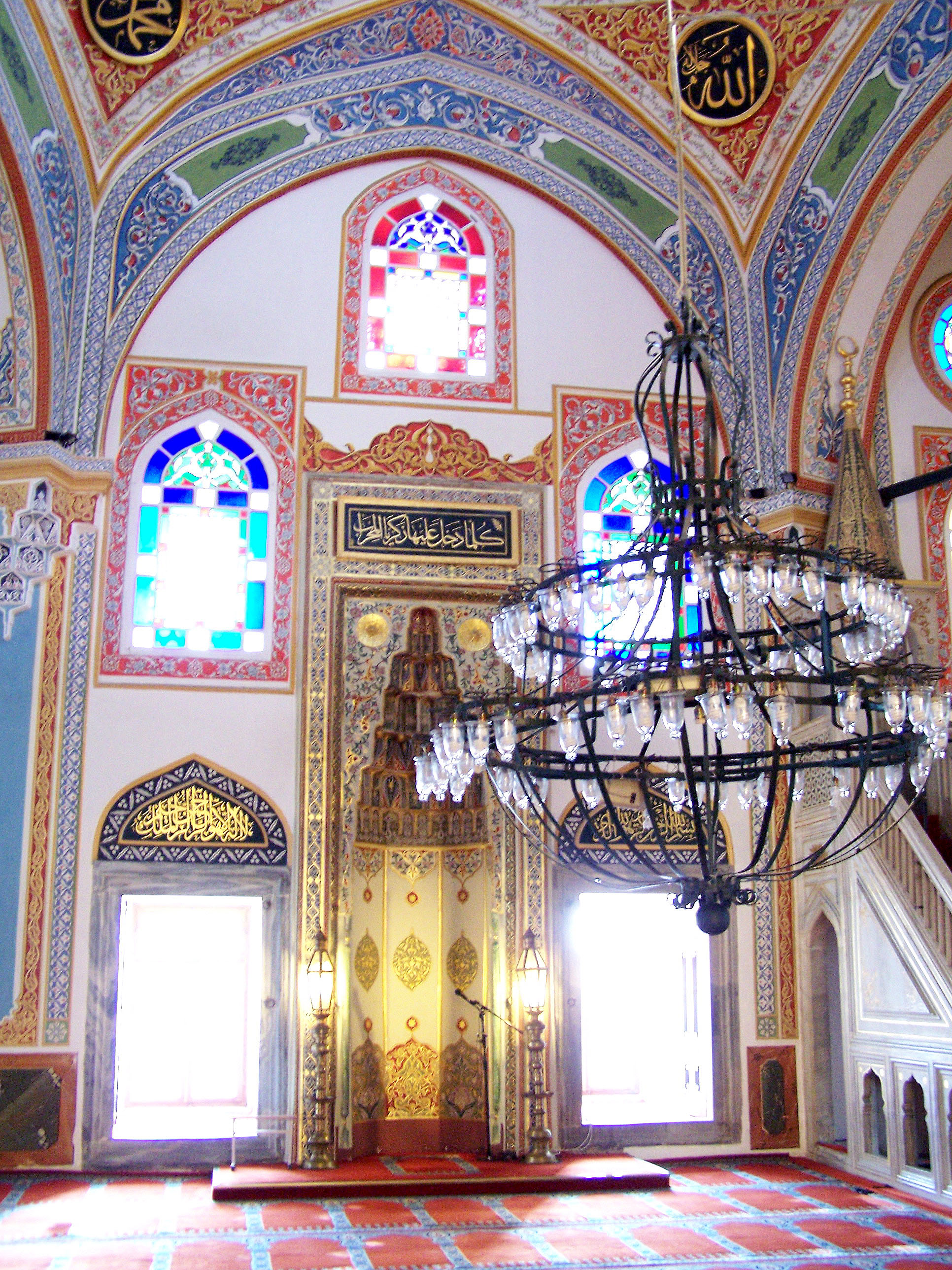
Blick ins Innere mit Mihrāb

Die Sinan-Pascha-Moschee (türkisch Sinan Paşa Camii) ist eine Moschee in Istanbul. Sie wurde in der Zeit des Osmanischen Reiches in den 1550er Jahren von dem osmanischen Architekten Sinan erbaut.

## Lage
Die Moschee befindet sich im Istanbuler Stadtbezirk Beşiktaş. Südwestlich liegt die Türbe des ersten Kapudan Pascha des Osmanischen Reiches Khair ad-Din Barbarossa direkt auf der anderen Straßenseite der Beşiktaş Caddesi am nördlichen Ufer des Bosporus auf europäischer Seite. Außerdem befindet sich hier die von Barbarossa gestiftete Hayrettin-İskele-Moschee. Südwestlich liegen der Dolmabahçe Sarayı und der Fährhafen Beşiktaş. Hier machte die osmanische Flotte als Ehrbezeugung für Khair ad-Din Barbarossa beim Auslaufen häufig Station und betete für eine siegreiche Schlacht. Nicht selten kamen die Marinekommandanten zum Beten in die nahe Sinan-Paschas-Moschee, die dadurch an Bedeutung gewann.

## Geschichte
Die Sinan-Pascha-Moschee wurde in den Jahren 1554 bis 1555 von dem osmanischen Architekten Sinan für den Admiral Sinan Pascha errichtet. Da der Stifter Sinan Pascha 1554 starb, wurde der Bau erst nach seinem Tod begonnen. Sinan Pascha war der jüngere Bruder des Großwesirs Rüstem Pascha. Sinan Pascha stammte aus dem heutigen Kroatien und kam mit der Knabenlese in den Palast, wo er erzogen und auf seine künftige Rolle vorbereitet wurde. Sinan Pascha war Sandschak-Bey des Paschalik Herzegowina und löste 1548 Sokollu Mehmed Pascha als Kapudan Pascha ab.
Vor seinem Tod hatte Sinan Pascha verfügt, dass sein Verwalter Keyvan Kethüda die Verwaltung der Stiftung führen solle. In der Stiftungsurkunde wurde außerdem verfügt, dass neben der Moschee auch eine Medrese und eine Grundschule entstehen sollten. Zum Erbe des vermögenden Pascha gehörten ein Palast nahe dem Hippodrom, Grundbesitz in der Herzegowina und Konstantinopel, Mühlen in İzmit und der Herzegowina sowie 1,9 Mio. Asper an Barvermögen. Insgesamt standen für den Bau mehr als 3,27 Mio. Asper zur Verfügung, die neben dem Moscheenkomplex auch in Geschäfte und Badhäuser investiert wurden, um der Stiftung ein regelmäßiges Auskommen zu ermöglichen. So wurden neben der Moschee auch die Medrese und die Grundschule erbaut, aber auch 50 Geschäfte, 41 Gästezimmer, eine Bäckerei und eine Metzgerei. Die Gesamtkosten beliefen sich auf 1,84 Mio. Asper. Außerdem entstand ein Derwisch-Konvent in der Nähe, ein Badhaus in Beşiktaş und eine Mescit in einem neuen Viertel.
Erbaut wurde der Gebäudekomplex anstelle einer kleineren Moschee mit Konvent, die von dem Poeten Mehmed Durmuş (auch bekannt unter Deli Birader) errichtet worden war.

## Architektur
Die Sinan-Pascha-Moschee wurde aus alternierenden Lagen von hellen Werksteinen und Ziegelsteinen errichtet, was eine günstigere Bauweise darstellte. Eine türkische Inschrift auf dem rechteckigen Brunnen im Hof der Moschee datiert den Bau auf das muslimische Jahr 963 (1555/56). Eine arabische Inschrift in einer Kartusche über dem Eingangstor zur Moschee gibt den Monat November und das Jahr 1555 an. Obwohl Architekturhistoriker lange vermuteten, dass der Bau schon zu Lebzeiten des Sinan Pascha begonnen worden sei, lassen zwei Stiftungsurkunden nur den Schluss zu, dass mit dem Bau nach dem Tod des Stifters begonnen wurde.
An die querrechteckige Moschee schließt sich im Nordwesten ein Hof an, der von einer U-förmigen Medrese ohne Lehrsaal umschlossen wird. Im Innenhof steht ein rechteckiger Marmorbrunnen mit Überdachung. Der Gebetssaal wird von einer Kuppel mit einem Durchmesser von 12,6 Metern überspannt. Die Kuppel mit fensterdurchbrochenem Tambour wird von zwei freistehenden hexagonalen Pfeilern getragen und liegt über einem Sechseck mit sechs Bögen. Auf jeder Seite sitzen außerdem zwei kleinere Kuppeln. Ursprünglich war der Moschee ein zweifacher Portikus vorgesetzt. Der mit fünf Kuppel verzierte erste Portikus wurde 1749 in die Gebetshalle integriert. Die tragenden Säulen wurden dabei in Wänden eingemauert, aber bei Restaurierungsarbeiten im Jahr 2002 wieder freigelegt. Der äußere zweite Portikus ist bis heute erhalten. Minbar und Mihrāb sind aus Marmor gefertigt.
Das Innere der Moschee ist weniger aufwendig dekoriert als andere Moscheen der gleichen Epoche. Statt der teuren Fayencen aus İznik wurden die Wände nur bemalt. Die ursprüngliche Ausmalung ist nicht mehr erhalten, sie wurde im 19. Jahrhundert erneuert. Der nördliche Eingang wurde bei Restaurierungsarbeiten 1936/37 geringfügig verändert. 1972 bis 1974 erfolgten weitere Restaurierungsarbeiten im Hof und den Räumen der ehemaligen Medrese.